# Gesa Badenhorst
Gesa Badenhorst (* 1958 in Bremerhaven) ist eine deutsche Schauspielerin, Schauspiellehrerin und Coach.

## Leben
Gesa Badenhorst absolvierte zunächst von 1977 bis 1981 ein Lehramtsstudium für die Fächer Deutsch und Kunsterziehung an der Gesamthochschule Kassel, welches sie mit dem Ersten Staatsexamen und Zweiten Staatsexamen beendete. Anschließend folgte von 1981 bis 1985 ein Schauspielstudium mit Diplomabschluss an der Hochschule für Musik und Theater Hannover.
Zwischen 1985 und 2000 hatte sie verschiedene Theaterengagements in Hannover, Hamburg, Nürnberg und Hildesheim. Am Hamburger Ohnsorg-Theater trat sie als Eve in einer plattdeutschen Fassung von Kleists Der zerbrochne Krug auf, die auch im Fernsehprogramm des Norddeutschen Rundfunks ausgestrahlt wurde. In der Spielzeit 1997/98 spielte sie am Stadttheater Hildesheim in Molières Tartuffe. In der Spielzeit 1999/00 gastierte sie dort in Tschechows Drei Schwestern. In der Spielzeit 2013/14 gastierte sie am Staatstheater Nürnberg als Sprecherin in Händels Oratorium Judas Maccabaeus.
Badenhorst wirkte seit den 80er Jahren auch in verschiedenen Film- und Fernsehproduktionen mit, wo sie u. a. mit Thorsten Näter, Hans-Erich Viet, Hans Weingartner, Benjamin Quabeck, Oliver Schmitz und Markus Imboden arbeitete.
Sie wirkte in mehreren Fernsehfilmen mit und hatte Rollen u. a. in den TV-Serien Großstadtrevier (2005) und SOKO Leipzig (2009). In der 10. Staffel der ZDF-Serie SOKO Wismar (2013) übernahm sie eine der Episodenrollen als Ex-Frau eines wohlhabenden Gutsbesitzers.
2000 zog sie mit ihrer Familie nach Berlin. Seitdem ist sie freiberuflich bei Bühne, Film und Hörfunk tätig. Außerdem arbeitete sie als Hörspielsprecherin, u. a. in Traugott, das Warzenschwein, wo sie die Rolle der Kuh sprach.
Seit 2006 unterrichtet sie die Fächer „Sprecherziehung“ und „Sprachgestaltung“ an der Filmschauspielschule „Starter“ in Berlin. Sie arbeitet außerdem als Coach mit den Themenschwerpunkten Orientierungs- und Sinnfindung, Effektives Kommunizieren und Achtsamkeitstraining.
Gesa Badenhorst ist verheiratet, hat einen Sohn und lebt in Berlin.

## Filmografie (Auswahl)
- 1989: Sturzflug (Fernsehfilm)
- 1993: Frankie, Jonny und die anderen... Schattenkämpfer
- 1998: Geiselfahrt ins Paradies (Fernsehfilm)
- 2005: Großstadtrevier: Geister, die ich rief (Fernsehserie, eine Folge)
- 2006: Abschnitt 40: Abendland (Fernsehserie, eine Folge)
- 2007: Free Rainer – Dein Fernseher lügt
- 2008: Unschuldig: Trittbrettfahrer (Fernsehserie)
- 2009: SOKO Leipzig: Privatsache (Fernsehserie, eine Folge)
- 2009: Allein unter Schülern (Fernsehfilm)
- 2009: Mörder auf Amrum (Fernsehfilm)
- 2011: Mörderisches Wespennest (Fernsehfilm)
- 2013: SOKO Wismar: Reiterspiele (Fernsehserie, eine Folge)

## Hörspiele (Auswahl)
- 1982: Jan Christ: Die Vollversammlung – Regie: Gottfried von Einem (Hörspiel – RB)
- 1987: Ruth Bunkenburg: Niederdeutsches Hörspiel: De italjensche Reis' (Tochter Edda) – Regie: Hans-Jürgen Ott (Original-Hörspiel, Mundart-Hörspiel – NDR/RB)
- 1991: Gudrun Münster: In de Ahuser Möhl. Niederdeutsches Hörspiel (Greet/Kobold) – Regie: Edgar Bessen (Original-Hörspiel, Mundart-Hörspiel – RB/NDR)